# Catedral de los Santos Pedro y Pablo (Indianápolis)
La Catedral de los Santos Pedro y Pablo (en inglés: Saints Peter and Paul Cathedral) es una catedral católica ubicada en las calles Fourteenth y Meridiany en Indianápolis, Indiana, Estados Unidos. Es la sede de la arquidiócesis de Indianápolis, y del Arzobispo de Indianápolis, actualmente el sacerdote Joseph William Tobin. Silas Chatard, el primer obispo de Indianápolis, estableció la parroquia de la catedral en 1892, y la nombró en honor de San Pedro y San Pablo, dos apóstoles de Cristo. La parroquia de la catedral se hizo conocida por sus celebraciones litúrgicas y actuaciones de música sacra.
El complejo de la catedral fue construido en etapas. La rectoría y la capilla se completaron en 1892. La catedral y una fachada temporal fueron construidas entre 1905 y 1907; la fachada permanente fue erigida en 1936. El altar mayor de la catedral inacabada fue consagrado el 21 de diciembre de 1906.